# Adetomyrma
Adetomyrma  (лат.) — род Formicidae, включающий тропических муравьёв, специализированных на питании гемолимфой своих личинок.

## Распространение
Мадагаскар.

## Описание
Один из самых примитивных по строению родов муравьёв. Отсутствует дифференцированный петиоль. Брюшко крупное с длинным жалом. Слепые, мелкие узкотелые муравьи (около 3-4 мм), уникальные своим способом питания гемолимфой своих личинок.

## Классификация
Кроме типового, обнаружено около 10 видов. Род относится к трибе Amblyoponini.
- Adetomyrma aureocuprea Yoshimura & Fisher, 2012
- Adetomyrma bressleri Yoshimura & Fisher, 2012
- Adetomyrma caputleae Yoshimura & Fisher, 2012
- Adetomyrma cassis Yoshimura & Fisher, 2012
- Adetomyrma caudapinniger Yoshimura & Fisher, 2012
- Adetomyrma cilium Yoshimura & Fisher, 2012
- Adetomyrma clarivida Yoshimura & Fisher, 2012
- Adetomyrma goblin Yoshimura & Fisher, 2012
- Adetomyrma venatrix Ward, 1994 (англ. Dracula ants)typus
- Другие виды